# Youssouf Mulumbu
Youssouf Chafiq Mulumbu Ngangu (* 25. Januar 1987 in Kinshasa, Zaire) ist ein kongolesischer ehemaliger Fußballspieler.

## Karriere

### Verein
Ausgebildet wurde Mulumbu in der Jugendtalentschmiede von Paris Saint-Germain, ehe er im Sommer 2006 in den Profikader des Ligue-1-Teams aufgenommen wurde. Am 10. Spieltag der laufenden Saison gab Mulumbu sein Debüt in Frankreichs höchster Spielklasse. Beim 0:0 gegen AJ Auxerre wurde der Mittelfeldspieler in der 89. Minute gegen David Hellebuyck ausgewechselt. Noch elf Mal kam Mulumbu in der Liga zum Einsatz. Dabei stand er meist in der Startformation der Pariser. In der Gruppenphase des UEFA-Pokals am 23. November 2006 gab der damalige Youngstar sein internationales Premierenspiel bei einer 2:4-Niederlage gegen Hapoel Tel Aviv.
Um ihm mehr Spielpraxis zu geben, wurde der Mittelfeldspieler zur Saison 2007/08 an den französischen Zweitligisten SC Amiens ausgeliehen. Dort kam er regelmäßig zum Einsatz und erzielte seinen ersten Profitreffer. Nach seiner Rückkehr zum Hauptstadtklub schaffte es Mulumbu nicht sich durchzusetzen. Mit Spielern wie Jérémy Clément, Clément Chantôme und Claude Makélélé war die Konkurrenz zu groß und Mulumbu kam nur zu einem Einsatz in der Hinrunde 2008/09. Anfang 2009 wurde er an den Premier-League-Aufsteiger West Bromwich Albion verliehen, der Mulumbu zur Saison 2009/10 fest verpflichtete. 2015 wechselte er zu Norwich City.
Am 31. August 2018 unterschrieb er einen Zweijahresvertrag bei Celtic Glasgow.

### Nationalmannschaft
Mulumbu spielte in den Jugendnationalteams Frankreichs. Mit der U-20 konnte er 2007 das Turnier von Toulon gewinnen. Trotzdem entschied er sich gegen Frankreich und ging einer Einladung durch die Nationalmannschaft der DR Kongo nach. Sein Debüt für die DR Kongo gab Mulumbu am 26. März 2008 gegen die Auswahl Algeriens.

## Erfolge

### Verein
- Französische Juniorenmeister mit Paris Saint-Germain: 2006

### Nationalmannschaft
- Gewinn des Turniers von Toulon mit Frankreich U-20: 2007